# Herminio Álvarez (escultor)
Herminio Álvarez (A Caridá, El Franco, Principat d'Astúries, 1945) és un escultor espanyol.
Al món de les arts se li coneix simplement com «Herminio». La seva dedicació a l'escultura és tardana. Va començar la seva formació artística en el Taller Experimental d'Art d'Humberto.
Com a artista, les seves preocupacions més importants han estat l'equilibri, el moviment perpetu i l'electromagnetisme.
Per a les seves obres utilitza diversos materials com ara fusta, metall, fils o cristall, els quals treballa incidint en els temes que li preocupen com són la reflexió sobre l'invisible, la tensió, l'inestable.
Té obra de naturalesa monumental i unes altres de caràcter íntim. Les de gran format es fan propietàries de l'espai que els envolta i capten l'atenció de l'observador. En canvi, les obres íntimes, fetes amb filferro, fil, materials que es poden qualificar de delicats, són mostrades sota la protecció d'urnes de cristall.

## Obra Artística
Al llarg de la seva carrera ha fet moltes exposicions individuals i col·lectives. Individualment ha exposat a Astúries en la majoria dels anys, encara que també ha exposat a Cantàbria (Galeria José Catalunya, Santander, 1995 i 1997), a Galícia (Liceu, Betanzos, La Corunya, 1996), a Logronyo (Museu de la Rioja, Logronyo, 1998), a Madrid (Galeria Caragol, 2003; Exposició, i coincidint amb ARCO i a Galeria Cayón ambdues en el 2010), a Andalusia (Pedro Penya Art Gallery, Marbella, Màlaga, 2004; Galeria Toro, Granada, 2006) i al Japó (Galeria Sudoh Museum, Tòquio, 2006). Entre les exposicions col·lectives en què ha participat destaquen les fetesamb el grup Panta Rei, del qual és membre fundador.
També ha dut a terme escultura urbana: es poden destacar entre les seves obres públiques: Sense títol, 2001, Parc del Rinconín, Gijón i Trencament en l'espai, 2006, A Veiga (Astúries).
També es troben obres d'aquest artista a museus i altres Institucions, com el Museu de la Rioja (Logronyo), Col·lecció Dobe (Nova York), Museu de Belles arts d'Astúries (Oviedo), Fundació Príncep d'Astúries, Oviedo (Sin título), etc.
L'any 2009, Herminio Álvarez i un grup d'amics van crear una associació cultural que van anomenar Asociación Cultural Amigos de As Quintas, amb la finalitat de promoure activitats diverses en una sala d'exposicions que s'havia inaugurat en el complex cultural As Quintas de la seva localitat. I en aquest complex cultural, l'any 2019 va instal·lar-se una escultura seva: una obra geomètrica de 9 metres, feta en alumini lacat en vermell que el 2012 va estar exposada en el Centre Cultural Internacional Oscar Niemeyer d'Avilés.
L'any 2018 va rebre la Medalla «Kely» que atorga anualment la Fira Arte Oviedo a la millor obra que hi ha estat exposada.